# Longitarsus langtangensis
Longitarsus langtangensis es un coleóptero de la familia Chrysomelidae. Fue descrita científicamente en 1990 por Gruev.